# Adem Demaçi
Adem Demaçi (Pristina, 26 februari 1936 – 26 juli 2018) was een Kosovaars schrijver en politicus.

## Levensloop

### Lange gevangschap
Demaçi bracht 28 jaar door in een Joegoslavische gevangenis in drie periodes: van 1958 to 1961, daarna van 1964 tot 1974 en vervolgens vanaf 1975 tot hij in 1990 werd vrijgelaten. Zijn gevangenschap had hij te wijten aan uitspraken die hij had gedaan over de slechte behandeling van de Albanese minderheid in de Socialistische Federale Republiek Joegoslavië onder Josip Broz Tito. Hij stond daarom in de jaren 90 van de 20e eeuw ook wel bekend als de Nelson Mandela van Joegoslavië.
Van 1991 tot 1996 nam hij de leiding van het Comité voor de Verdediging van Mensenrechten en Vrijheden (CDHRF) in Kosovo op zich.

### Onderscheidingen
Adem Demaçi ontving in 1991 de Sacharovprijs voor de Vrijheid van Denken van het Europees Parlement. De Sacharovprijs is bestemd voor personen en organisaties die zich wijden aan de bescherming van de rechten en fundamentele vrijheden van de mens.
In 1993 ontving hij de Speciale Prijs voor Vrede en tegen Racisme en Vreemdelingenhaat van de Club van Universiteitsrectors in Madrid. Hij werd twee maal genomineerd voor een Nobelprijs, in februari 1994 voor de Nobelprijs voor de Literatuur en in september van dat jaar voor de Nobelprijs voor de Vrede. In december 1995 ontving hij de Leo Eitingerprijs voor Mensenrechten van de Universiteit van Oslo.

### Harde politieke lijn
Vanaf 1996 hield hij zich politiek bezig; zijn partij, de PPK, koos voor de harde lijn. In eerste instantie was Demaçi voorstander van aansluiting bij Albanië, later bepleitte hij een losse federatie onder de naam Balkania.
Hij steunde vanaf begin af aan de verzetsbeweging UÇK en was tijdens de Kosovo-oorlog van 1998 tot 1999 de woordvoerder van de beweging die inmiddels was uitgegroeid tot een bevrijdingsleger.
Hij kon zich snel opwinden, waarbij hij eens de hoorn op de haak wierp in een telefoongesprek met de Amerikaanse minister van buitenlandse zaken, Madeleine Albright. Hij was van mening dat het sluiten van een compromis verraad was en werd vanwege zijn harde opstelling buiten de vredesbesprekingen in Rambouillet gehouden.

### Na de oorlog
Na de oorlog nam hij het voorzitterschap op zich van het Comité voor Begrip, Tolerantie en Samenleving, waarin vertegenwoordigers deelnamen van alle etnische groeperingen in Kosovo, en waarin gestreefd wordt naar een vrije, democratische en multi-etnische samenleving.
- Gemeinsame Normdatei: 119081024
- International Standard Name Identifier: 0000 0001 0060 8479
- Library of Congress Control Number: no90013583
- Système universitaire de documentation: 13764339X
- Virtual International Authority File: 79410161
- WorldCat: E39PBJy4jdcG6BVrxXfGbqp773